# Leptadenia
Leptadenia es un género  de plantas con flores con 24 especies perteneciente a la familia Apocynaceae (orden Gentianales).  Son naturales del sur de Marruecos y Sahara.

## Descripción
Son pequeños árboles o arbustos que alcanzan 2-5 metros de altura. Las flores son pequeñas y pedunculadas, agrupándose en cimas.

## Taxonomía
El género fue descrito por Robert Brown y publicado en On the Asclepiadeae 23. 1810.

## Especies seleccionadas
- Leptadenia abyssinica
- Leptadenia appendiculata
- Leptadenia arborea
- Leptadenia bojeriana
- Leptadenia brevipes
- Leptadenia clavipes